# Guido Gali
Guido Gali (Santa Clara, 24 de enero de 1974) es un especialista de danza, director general y artístico de la compañía DanzAbierta, agrupación de danza contemporánea cubana.
Realizó el guion para la obra El Arte de la Fuga, obra que ganó la convocatoria de Danza Contemporánea de la Agencia de Cooperación Española y la Embajada de España en Cuba.
Ha trabajado, además, con coreógrafos de la talla de Marianela Boán, Jan Linkens y Norbert Servos. 